# Église de l'Immaculée-Conception de Vénissieux
L'église de l'Immaculée-Conception est située sur la commune de Vénissieux dans le département du Rhône, en France.
Elle est aussi appelée église du Moulin à Vent ou encore église des Sauterelles.

## Objets remarquables
Un autel et son retable sont inscrits au titre des monuments historiques par arrêté du 6 août 1997.
Un calice et sa patène, œuvres de Louis Guillat, inscrits au titre des monuments historiques par arrêté du 6 août 1997.